# Langisita
La langisita és un mineral de la classe dels sulfurs, que pertany al grup de la nickelina. Va ser anomenada en honor de la mina Langis, indret on va ser descoberta.

## Característiques
La langisita és arsenur de cobalt de fórmula química CoAs. Cristal·litza en el sistema hexagonal en forma de grans irregulars i escates en safflorita. La seva duresa a l'escala de Mohs és de 6 a 6,5.
Segons la classificació de Nickel-Strunz, la langisita pertany a «02.C - Sulfurs metàl·lics, M:S = 1:1 (i similars), amb Ni, Fe, Co, PGE, etc.» juntament amb els següents minerals: achavalita, breithauptita, freboldita, kotulskita, niquelina, sederholmita, sobolevskita, stumpflita, sudburyita, jaipurita, zlatogorita, pirrotina, smythita, troilita, cherepanovita, modderita, rutenarsenita, westerveldita, mil·lerita, mäkinenita, mackinawita, hexatestibiopanickelita, vavřínita, braggita, cooperita i vysotskita.

## Jaciments
La langisita va ser descoberta a la mina Langis, a Casey Township, (Districte de Timiskaming, Ontario, Canadà). També ha estat descrita a Grècia, el Regne Unit i la República Txeca.